# Бонди, Бьюла
Бью́ла Бо́нди (англ. Beulah Bondi; 3 мая 1888[…], Валпарейзо, Индиана — 11 января 1981, Голливуд, США) — американская актриса, обладательница «Эмми» и двукратная номинантка на премию «Оскар».

## Биография
Бьюла Бонди родилась в Валпарейзо, Индиана, штат Индиана, в семье Эвы (урождённой Мэрбл) и Адольфа Блонди. Актёрскую карьеру она начала в семилетнем возрасте с участия в пьесе «Маленький лорд Фаунтлерой» в Мемориальном оперном театре своего родного города Валпарейзо. В 1918 году она окончила Университет Валпарейзо по специальности бакалавр и мастер ораторского искусства.
Её дебют в кино состоялся в 1931 году в фильме «Уличная сцена». В 1936 году Бьюла Бонди стала одной из первых пяти актрис, которые были номинированы на новую категорию премии «Оскар» — «Лучшая актриса второго плана», за фильм «Великолепная женщина лёгкого поведения». Двумя годами позже она вновь была номинирована в этой категории за фильм «Для человеческих сердец».
В кино актриса чаще всего играла матерей главных героев. Так к примеру мать Джеймса Стюарта она сыграла в четырёх фильмах: «Эта прекрасная жизнь», «Мистер Смит едет в Вашингтон», «Для человеческих сердец» и «Оживленная леди».
Последний раз на экранах она появилась в роли Марты Коринн Уолтон в телесериале «Уолтоны», в котором она снилась в двух эпизодах, в 1974 и 1976 годах. За эту роль в 1977 году она была удостоена премии «Эмми», как «Лучшая приглашённая актриса в драматическом сериале».
Хотя Бьюла Бонди часто играла матерей, она ни разу не была замужем и детей у неё не было. Актриса умерла 11 января 1981 года в возрасте 92 лет от лёгочных осложнений, после того, как она упала, споткнувшись о свою кошку и сломав себе рёбра.
За свой вклад в киноиндустрию США Бьюла Бонди в 1960 году была удостоена звезды на голливудской «Аллее славы».

## Избранная фильмография
| Год       |   | Русское название             | Оригинальное название          | Роль                  |
| --------- | - | ---------------------------- | ------------------------------ | --------------------- |
| 1931      | ф | Эрроусмит                    | Arrowsmith                     | миссис Тозер          |
| 1934      | ф | Разрисованная вуаль          | The Painted Veil               | фрау Кёрбер           |
| 1935      | ф | Добрая фея                   | The Good Fairy                 | доктор Шульц          |
| 1936      | ф | Невидимый луч                | The Invisible Ray              | леди Арабелла Стивенс |
| 1936      | ф | Тропинка одинокой сосны      | The Trail of the Lonesome Pine | Мелисса Толливер      |
| 1937      | ф | Девушка из Салема            | Maid of Salem                  | Эбигейл Гуд           |
| 1937      | ф | Уступи место завтрашнему дню | Make Way for Tomorrow          | Люси Купер            |
| 1939      | ф | Мистер Смит едет в Вашингтон | Mr. Smith Goes to Washington   | Ма Смит               |
| 1940      | ф | Наш городок                  | Our Town                       | миссис Уэбб           |
| 1940      | ф | Запомни ночь                 | Remember the Night             | миссис Сарджент       |
| 1941      | ф | Ковбой с холмов              | The Shepherd of the Hills      | тётя Молли            |
| 1943      | ф | Дозор на Рейне               | Watch on the Rhine             | Энис                  |
| 1945      | ф | Возвращение на Батаан        | Back to Bataan                 | Берта Барнс           |
| 1946      | ф | Эта прекрасная жизнь         | It’s a Wonderful Life          | миссис Бейли          |
| 1948      | ф | Змеиная яма                  | The Snake Pit                  | миссис Грир           |
| 1949      | ф | Мистер Простак               | Mr. Soft Touch                 | Клара Хангейл         |
| 1949      | ф | Господство террора           | Reign of Terror                | бабушка Бланшар       |
| 1955      | с | Альфред Хичкок представляет  | Alfred Hitchcock Presents      | миссис Саттон         |
| 1956      | ф | Из вечности                  | Back from Eternity             | Марта Спенглер        |
| 1963      | с | Перри Мейсон                 | Perry Mason                    | София Стоун           |
| 1974—1976 | с | Уолтоны                      | The Waltons                    | Марта Коррин Уолтон   |

## Премии
- «Эмми» 1977 — «Лучшая приглашённая актриса в драматическом телесериале» («Уолтоны»)